# Handauflegen
Das Handauflegen gilt als eine der ältesten Behandlungsmethoden der Menschheit. Im Gegensatz zum Streicheln und Massieren werden die Hände beim Handauflegen nicht bewegt, sondern sie ruhen eine bis mehrere Minuten auf den ausgewählten Körperbereichen. Neben der wärmenden Wirkung kann diese Art der Berührung soziale Nähe vermitteln und wirkt dadurch beruhigend. Vom Handauflegen zu unterscheiden ist die symbolische Geste der Handauflegung als religiöses Ritual, die allerdings auch einen Heilungsaspekt haben kann. Das Handauflegen im Zusammenhang mit Wunderheilungen wird bereits in der Bibel, zum Beispiel in Mk 16,18  und Lk 4,40 , beschrieben.
Mehrere alternativmedizinische und esoterische Methoden wie Therapeutic Touch und im Reiki benutzen Techniken des Auflegens der Hände. Erklärungsversuche für die meisten Handauflegevarianten behaupten, dass von den Händen des Menschen nicht näher bestimmbare „Energieströme“ ausgehen würden. 

## Wissenschaftliche Bewertung
Das Verfahren wird von seinen Befürwortern u. a. zur Behandlung von Gürtelrosen, Neurodermitis und anderen Hauterkrankungen angewandt. Die Wirkung bei diesen Krankheiten konnte nicht nachgewiesen werden. 
Körperliche Berührungen können Angstzustände, Schmerzen und Erschöpfung bei Krebspatienten lindern. In den USA spielt die Behandlungsmethode Therapeutic Touch eine gewisse Rolle. Einige Studien haben sich mit der Wirkung solcher Berührungen auf chronische Schmerzen und zur Verbesserung des Gesundheitszustandes bei alten Menschen befasst.